# Цезарепапізм
Цезарепапізм (або цезаропапізм) — термін, введений в ХІХ ст. німецьким ученим І. Гергенретером, для позначення своєрідних відносин між імператорською владою і церквою у Візантійській державі: глава світської влади, імператор (цезар), фактично був і главою церкви (папою, патріархом). Однак термін набув більш широкого змісту: використання церкви державою як політичного інструменту, а священнослужителів як державних чиновників.

## Термін
Цезарепапізм — (поєднання слів «цезар» і «папа») — система влади в державі, коли глава держави в той же час є главою церкви. Цезарепапізм був характерним для Візантійської та Російської імперій. Рідше його приписують католицькій церкві.

## Історичне значення терміна
У ранньовізантійський період імператор, згідно з римськими принципами, вважав релігійні почуття своїх підданих частиною суспільної сутності (ius publicum) і мав майже необмежену владу над церквою. У Візантії церква, зрештою, як і на Заході в часи Середньовіччя, перетворилася на потужну інституцію, до якої світська влада змушена була прислухатися. Тут можна говорити про тісний внутрішній зв'язок, про взаємозалежність ортодоксальної держави та ортодоксальної церкви. Це формувало з них щось на кшталт єдиного державно-церковного організму, чиї інтереси тісно переплітались.
«Єдина держава, єдиний закон і єдина церква» — такою була коротка формула державної діяльності імператора Юстиніана І (527–565). В одній зі своїх новел у 535 р. Юстиніан уперше від імені імператорської влади оголосив принцип злагодженості, єдності духовної і світської влади, «священства і царювання», який став стержневим принципом життєдіяльності ромейського суспільства. Тому особливо необхідно підкреслити, що саме в період царювання цього знаменитого імператора остаточно сформувалася одна з провідних тез ідеології середньовічного суспільства, — ідея союзу християнської церкви і християнської імперії (Imperium Christianum). У ромеїв це трансформувалося в особливу політичну теорію, що називалася симфонія («згода») — гармонійні взаємини між православною церквою і християнським імператором. Симфонія припускала рівноправні відносини і співробітництво між світською і духовною владою. Однак на практиці така «одностайність» дотримувалася не завжди.
Такий союз неодмінно приводив до залежності церкви від імператорської влади. Тому в усі періоди існування Візантії типовим і навіть нормальним явищем була вищість імператорської влади над церковною.
На відміну від Римської імперії, візантійський басилевс був не лише верховним воєначальником, верховним суддею і єдиним законодавцем, але й оборонцем віри та церкви, обранцем Бога. Звідси — імператор не тільки пан і повелитель, а й живий символ християнського владарювання. Вседержитель ніби підняв імператора над усім земним і людським. Тому він став предметом особливого, політично-релігійного культу, що включав різноманітні урочистості та церемонії, в яких брали участь підлеглі імператора та церква.

## В Російській імперії
|                                      | Імператор як Християнський Государ, є верховний захисник і охоронець догматів панівної віри і охоронець правовірності і всякої в Церкві Святої благочиння. (...) У цьому сенсі Імператор в акті про спадковість престолу (1797 квіт. 5) іменується Главою Церкви » Оригінальний текст (англ.) Император яко Христианский Государь, есть верховный защитник и хранитель догматов господствующей веры и блюститель правоверия и всякого в Церкви Святой благочиния. (…) В сем смысле Император в акте о наследии престола (1797 апр. 5) именуется Главою Церкви». |
| — "Основные Законы", с. 42, 1832 р., | |

## В римо-католицькій церкві
Підпорядкованість папства Візантії досягла свого апогею при папі Пелагії I (556–561). Вигнавши папу Вігілія, імператор рекомендував на папський престол Пелагія, який служив апокрисарієем. Після того як він присягнувся прийняти «Три глави», візантійське військо доставило його в Рим. Для того щоб увічнити цю підпорядкованість, імператор, після смерті Пелагія, постановив, що в майбутньому пап, обраних римським кліром і народом, можна висвячувати лише після затвердження імператором. Іван III (561–574) був першим папою, обрання якого затвердив імператор.
Юстиніан, намагаючись відновити єдність імперії і церкви, в результаті виявився винуватцем їх остаточного розпаду і падіння. Безперервні війни виснажили Італію, велика частина півострова була розорена і безлюдна. Великий Рим опустився до рівня провінційного міста. Населення його зменшилася до 30–40 тисяч жителів. У готській війні остаточно зник античний світ. У 568 році лангобарди створили нове королівство в Італії. Решта під правлінням Візантійської імперії італійські території утворили одну провінцію, якою керував екзарх Равенни. У неї входило також римське герцогство з містом Римом, яке, однак, було відокремлено від равенських територій кільцем лангобардських герцогств. Це відокремлення також сприяло тому, що в римському герцогстві і в Римі єпископ міста у все більшій мірі опановував світською владою. У 579 році лангобарди розграбували Рим. Залишений і забутий там папа Пелагій II (579–590) марно звертався за допомогою до імператора Візантії.